# Жизнь — полная чаша (фильм)
«Жизнь — полная чаша» (ориг. наз.: Kamaal Dhamaal Malamaal) — индийская комедия, ремейк фильма Marykkundoru Kunjaadu (2010) на языке малаялам.

## Сюжет
Джонни — единственный сын фермера. Он ухаживает за своим больным отцом и очень боязлив. Джонни влюблен в Марию Гонсалвес, дочь злейшего врага своего отца. Счастью влюблённых мешает вражда их отцов: в молодости Пётр Гонсалвес был в влюблён в ту же девушку, что и отец Джонни. Поэтому отец и братья Марии любыми способами пытаются разлучить её с Джонни. Но однажды в деревне появляется очень смелый и голодный незнакомец по имени Сэм, и у Джонни появляется надежда на брак с любимой. Однако у Сэма есть тайна, связанная с семьёй Джонни, которую он не спешит раскрывать.

## В ролях
- Шреяс Талпаде — Джонни Белинда
- Нана Патекар — Сэм / Каллу
- Пареш Равал — Питер Гонсалвес
- Мадхурима Банерджи — Мария Гонсалвес
- Пратима Казни — тетушка Бульбуль
- Диньяр Тирандаз — доктор
- Говардан Асрани — священник
- Нирадж Вора — Пинто
- Ом Пури — Дэвид Белинда
- Шакти Капур — Паскаль
- Раззак Хан — Педро
- Раджпал Пиллаи — Гого
- Сона Наир — Мария
- Тарина Патель — Лилу
- Анджана Сукхани — item-песня «Dariya Ho»

## Съёмки
Фильм снимался 25 дней. В съёмках не принимали участие индийские кинозвёзды первой величины. Вместе с тем в фильме сыграли как известные своим талантом, но уже немолодые актёры (Нана Патекар и другие), так и сравнительно малоизвестные молодые (Мадхурима Банерджи и другие).

## Музыка
Автором текстов песен являются Саджит Ваджит и Джалис Шервани.
| №  | Название                          | Исполнители                                  | Длительность |
| -- | --------------------------------- | -------------------------------------------- | ------------ |
| 1. | «Dariya Ho»                       | Shadaab Faridi, Monali Thakur                | 3:49         |
| 2. | «Desi Mem»                        | Mamta Sharma & Sarosh Sami                   | 4:25         |
| 3. | «Zor Naache»                      | Keerthi Sagathia & Sugandha Mishra           | 4:20         |
| 4. | «Ishq Di Dafli Baje»              | Babul Supriyo, Sugandha Mishra & Bela Shende | 4:20         |
| 5. | «Ringa Ringa»                     | Ujjaini & Sarosh Sami                        | 4:11         |
| 6. | «Kamaal Dhamaal Malamaal (Theme)» | Uvie & Wajid                                 | 2:21         |
| 7. | «Desi Mem» (Remix)                | Mamta Sharma, Sarosh Sami                    |              |
| 8. | «Dariya Ho» (Remix)               | Mamta Sharma, Монали Тхакур                  |              |
| 9. | «Ringa Ringa» (Remix)             | Abhilasha Chellam, Sarosh Sami               |              |

## Критика
Отзывы кинокритиков об этом фильме были диаметрально противоположными. Судхиш Камат (The Hindu) описал этот фильм как «ужасно медленный и фальшивый ремейк» и «один из худших фильмов года», а его сюжет охарактеризовал как невероятно бессмысленный из-за образа католической деревни на севере Индии и кражи креста из церкви. Зинния Чаудхари (Daily News and Analisys) назвала фильм несмешным, затянутым и неоригинальным: по её мнению он включает в себя все известные клише комедий Болливуда.
Субхаш Джа (IANS), напротив, оценил эту кинокомедию как лучшую у Приядаршана по сравнению с его же кинокомедиями последних лет — «Счастливый случай» (2006), «Большой переполох» (2009), «Хочешь жить — умей вертеться!» / «Подрядчик» (2010). По мнению кинокритика, вся деревня представляет собой пародию: она населена эксцентричными жителями, которые поражают своими странными поступками и чудачествами — начиная с главного героя и заканчивая священником, поэтому ко всему происходящему надо относится как к вымыслу. Также достоинством фильма является то, что юмор и ирония в нём лишены какой-либо пошлости. Рохит Ватс (IBNLive.com) отметил, что фильму не хватает согласованности и целостности, а также идейности — в отличие от предыдущих фильмов этого режиссёра он не пропагандирует никакой философии, не несёт социального или политического послания аудитории. Но вместе с тем, в фильме хорошо играют не очень известные актёры, есть ряд очень красивых пейзажей, хорошо показана сельская жизнь, что не часто можно увидеть в современных фильмах.
Характеризуя свой фильм режиссёр Приядаршан заметил, что он имеет собственную идентичность. Шайлендра Сингх (Percept Picture Company) заявил, что этот фильм смесь «Лиги выдающихся джентльменов» (2003), выдающихся актёров и присущей комедиям Приядаршана остроты.
О своём протесте против ряда сцен этого фильма в штате Махараштра заявили католическая община церкви Св. Петра в Бандре и ряд католических ассоциаций (AOCC, CSF, MCYF, CROSS, CPF). Протест был вызван некорректным образом христианского священника в фильме. Протестующие потребовали не только исключить нежелательные сцены, но и отправить в отставку главу Совета цензоров Лилу Самсон, пропустившую фильм в прокат без замечаний. «The Goan Catholic Welfare Union» (GCWU) заявила, что не допустит показа фильма в Гоа, пока из него не исключат сцены, в которых католический священник танцует, увешанный гирляндой лотерейных билетов, неправильно использует святую воду и тому подобное. Комментируя сложившуюся ситуацию от имени христианско-католического светского форума (CCSF) Джозеф Диас подчеркнул, что христиане не призывают к насилию, а только добиваются уважения к себе как к равным, а не «гражданам второго сорта».

## Прокат и кассовые сборы
Фильм провалился в прокате, не выдержав конкуренцию с другой индийской кинокомедией «О, мой Бог!» с Акшаем Кумаром в главной роли, показывавшейся на экранах в то же время.